# Noite Sangrenta (minissérie)
Noite Sangrenta é uma minissérie de televisão portuguesa, transmitida pela RTP1 de 23 a 24 de outubro de 2010.
Obra da produtora David & Golias, relata os acontecimentos trágicos da noite de 19 de outubro de 1921, episódio da história da Primeira República Portuguesa que ficou conhecido como a Noite Sangrenta. A série realizada por Tiago Guedes e Frederico Serra, foi produzida por Fernando Vendrell e Luís Alvarães.

## Sinopse
A Primeira República ficou marcada por uma grande convulsão política e social. Nos seus 16 anos de duração assistiu a oito presidentes da República e a 45 governos.
Na sequência da deposição de mais um governo, um grupo de marinheiros e guardas-republicanos, chefiados pelo cabo Abel Olímpio, percorre as ruas de Lisboa num veículo que ficaria conhecido como a "Camioneta Fantasma", assassinando várias figuras políticas e militares, incluindo o primeiro-ministro demissionário António Granjo, bem como os heróis da implantação da República Portuguesa Machado Santos e José Carlos da Maia. Os soldados da milícia são presos, julgados e condenados, mas os mandatários dos crimes nunca foram publicamente incriminados.
Para além dos acontecimentos da Noite Sangrenta, a série relata os passos da demanda de Berta da Maia, viúva de Carlos da Maia, ao longo de vários anos na tentativa de reabrir o processo e incriminar os verdadeiros culpados do massacre. Para tal, decide investigar e confrontar Abel Olímpio, entretanto preso na penitenciária de Coimbra. Obcecada pelo mistério, recusando o papel de vítima e o preconceito social, Berta da Maia logra obter uma confissão de Abel Olímpio, ganhando-lhe a confiança em sucessivas visitas à penitenciária.
Porém, o processo nunca é reaberto. As provas trazidas à luz por Berta da Maia nunca passam o crivo das instituições públicas. Perante isso, Berta decide escrever um livro para memória futura. As minhas entrevistas com Abel Olímpio, o Dente d'Oiro acaba por ser publicado na véspera do golpe que dá origem ao Estado Novo em 1926.

## Elenco
| Ator/Atriz           | Personagem          |
| -------------------- | ------------------- |
| Isabel Abreu         | Berta da Maia       |
| Gonçalo Waddington   | Abel Olímpio        |
| Ricardo Aibéo        | José Carlos da Maia |
| Nuno Lopes           | Heitor              |
| Miguel Guilherme     | Óscar Carmona       |
| Diogo Infante        | Machado Santos      |
| Francisco Nascimento | Rogério             |
| Miguel Borges        | Luís Ribeiro        |
| Álvaro Correia       | Virgílio Mota       |
| Tiago Rodrigues      | Fernando da Maia    |
| António Durães       | Padre Lima          |
| Catarina Lacerda     | Lucinda             |
| Jorge Mota           | Botelho Vasconcelos |
| Fernanda Montemor    | Criada velha        |